# El Borrico de Jerez
Gregorio Manuel Fernández Vargas, alias El Borrico de Jerez, ook: Tío Borrico (Jerez de la Frontera, 3 april 1910 – aldaar, 12 december 1983), was een Spaans flamencozanger (cantaor).
De familie Vargas behoort tot de zigeunerdynastie van Paco La Luz.
El Borrico was de zoon van "El Tati", neef van Juanichi el Manijero, en, op zijn beurt, was hij vader van Parrilla el Viego. Zijn bronzen, hese stemgeluid was ruw en kenmerkend 'flamenco' (vos rajo). Tío Borrico werd bekend bij breder publiek nadat hij, al wat ouder, deel ging nemen aan de diverse festivals.
Zijn laatste levensjaren waren zwaar, werden gekenmerkt door grote armoede, hoewel hij deze kon verlichten door met regelmaat op te treden. Zijn dochter Maria la Burra bleek een uitstekend navolgster van zijn zangstijl.

## Discografie
- 1986 - Homenaje à Tío Gregorio, Hispavox (Spanje)
- 1987 - El cante flamenco: Antología histórica (diverse artiesten), Philips (Europa)
- 1991 - Tío Gregorio El Borrico: Grands Cantaores du Flamenco (vol. 12), Le Chant Du Monde (Frankrijk)
- 2004 - El cante flamenco: Antología histórica (diverse artiesten), Universal (Spanje)

- Biblioteca Nacional de España: XX858523
- International Standard Name Identifier: 0000 0000 6101 399X
- Library of Congress Control Number: n85109936
- MusicBrainz: 946c9203-cb64-497a-9ac8-c42abc904390
- Système universitaire de documentation: 203570790
- Virtual International Authority File: 266510999